# زردال (زردال)
زردال هو دُوَّار يقع بجماعة سيدي بوقنادل، عمالة سلا، جهة الرباط سلا القنيطرة في المملكة المغربية. ينتمي الدوّار لمشيخة زردال التي تضم دوار واحد. يقدر عدد سكانه بـ 3518 نسمة حسب الإحصاء الرسمي للسكان والسكنى لسنة 2004.

## روابط خارجية
- البوابة الوطنية للجماعات الترابية نسخة محفوظة 12 مارس 2018 على موقع واي باك مشين.
- المندوبية السامية للتخطيط